# Molophilus (Molophilus) inaequidens
Molophilus (Molophilus) inaequidens is een tweevleugelige uit de familie steltmuggen (Limoniidae). De soort komt voor in het Australaziatisch gebied.